# Словарь учёного

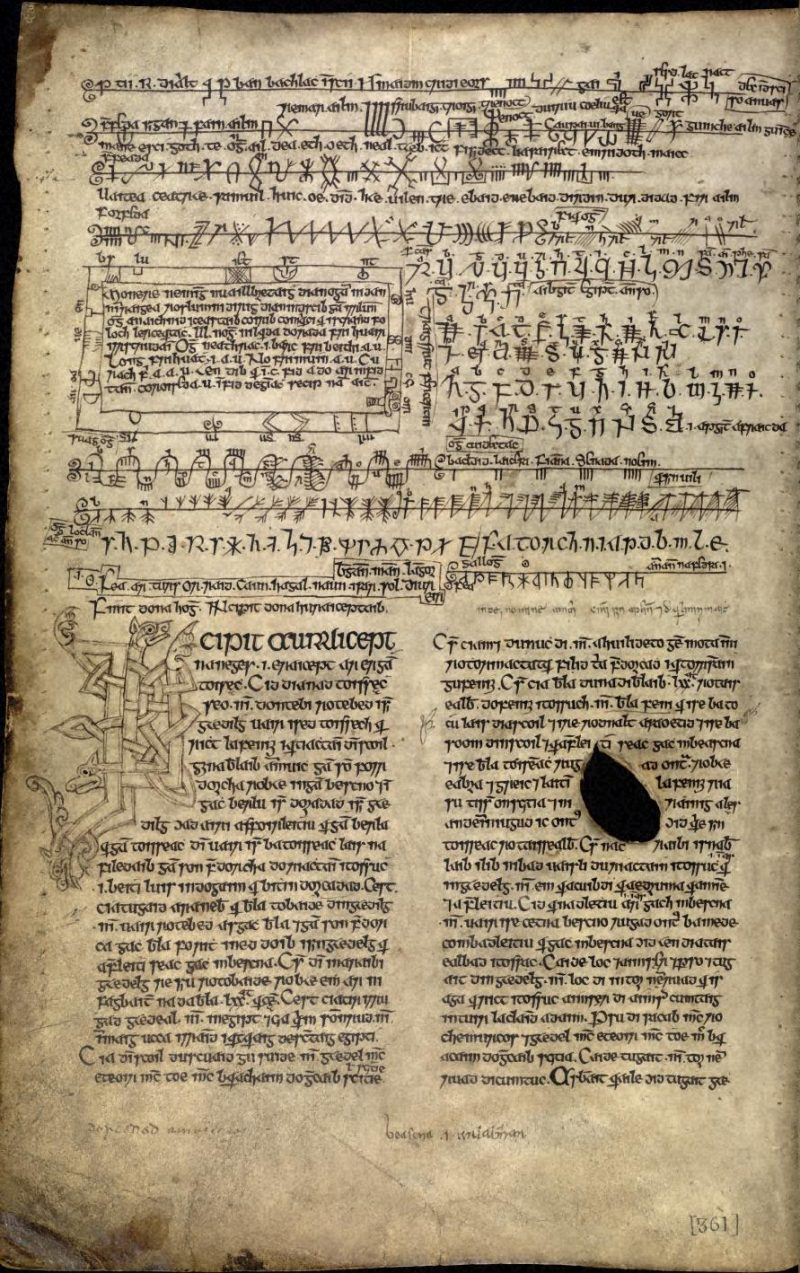
fol. 170v «Баллимотской книги», инципит «Словаря».

«Словарь учёного» (Auraicept na n-Éces) — древнеирландский текст, посвящённый вопросам языка и грамматике. Считается работой ирландских грамматистов VII века, записанной писцом по имени Лонгарад. Наиболее полный извод текста содержится в «Баллимотской книге» (foll. 169r-180r), составленной Магнусом О Дуибгеанайном из графства Слайго в 1390 г. 
По современным представлениям, ядро текста может датироваться серединой VII века, однако бо́льшая часть материала была добавлена в течение семисот лет, предшествующих записи в «Баллимотской книге». Наиболее ранняя копия включена в рукопись TCD H 2.18. (Лейнстерская книга). «Словарь учёного» входит также в «Жёлтую книгу Лекана» (TCD H 2.16) и в рукопись Egerton 88 (Британская библиотека).

## Апология гэльской речи
Если текст действительно создан в VII веке, то он является первым примером защиты родного языка; в данном случае разговорный гэльский защищают от латыни на 600 лет раньше, чем вышел трактат Данте Алигьери De vulgari eloquentia. Автор возражает против сравнения гэльской грамматики с материалами, использованными при построении Вавилонской башни:
Прочие утверждают, что в башне было только девять материалов, и это были глина и вода, шерсть и кровь, дерево и известь, смола, полотно и битум [...] Они обозначают существительное, местоимение, глагол, наречие, причастие, союз, предлог, междометие
Как указывает Эко (1993), гэльский язык приведён в качестве единственного примера языка, преодолевшего смешение языков, будучи первым языком, созданным после падения башни семьюдесятью двумя мудрецами школы Фения Фарсайда, выбравших всё самое лучшее из других языков и применивших это к ирландскому.

## Огам
«Словарь» — один из трёх основных источников огамической рукописной традиции, два других — это In Lebor Ogaim и De dúilib feda na forfed. В «Баллимотовой книге» копия In Lebor Ogaim непосредственно предшествует «Словарю», но вместо Бриатарогама Кон Куллайн, представленного в других копиях, там находятся множество других «тайных» форм огама. Включен также и младший футарк, под названием огам лохланнах, «Огам скандинавов».

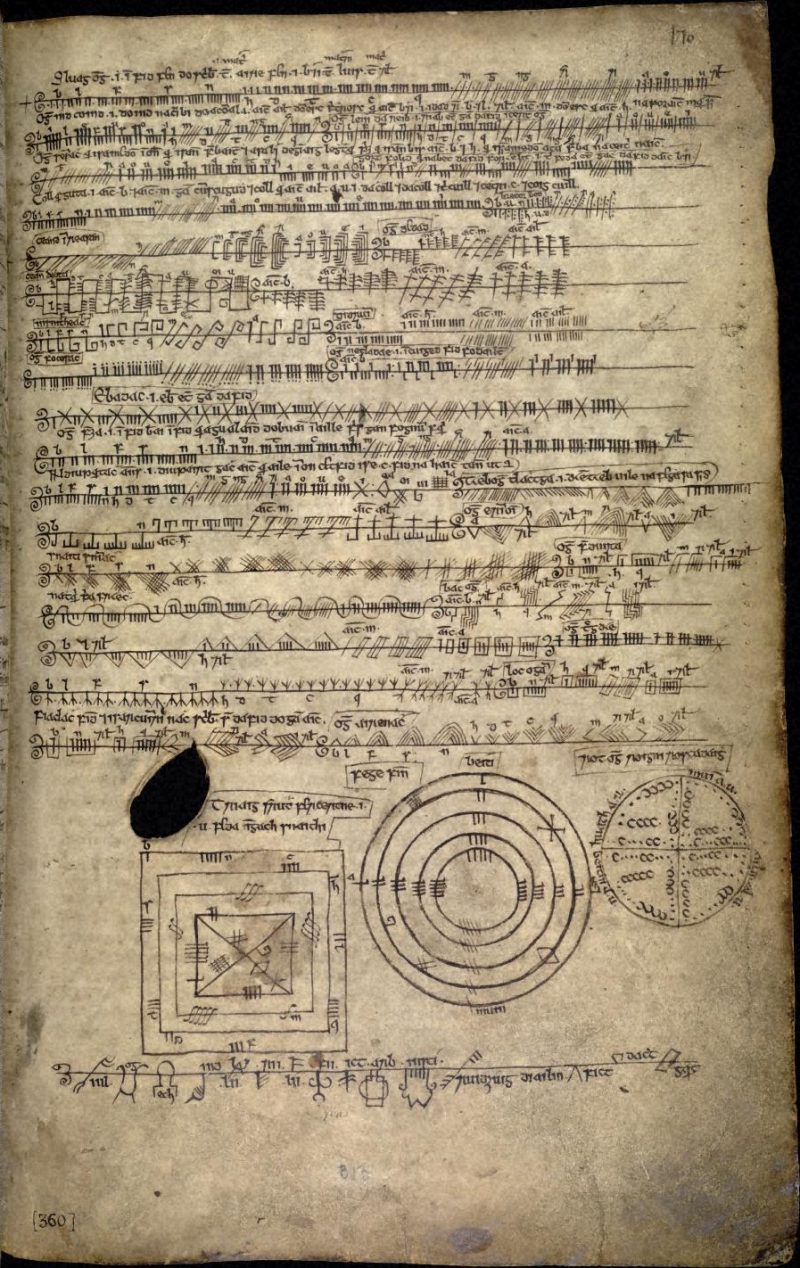
fol. 170r «Баллимотовой книги», варианты огама, от nr. 43 (sluagogam) до nr. 77 (sigla).
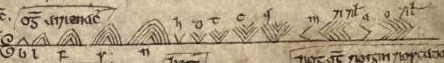
ogam airenach, «Щитовой огам»
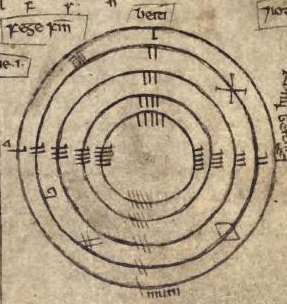
fege finn, "Окно Финна»
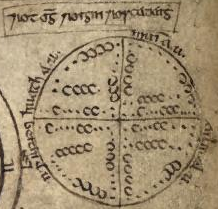
rothogam roigni roscadhaig, «Колесо огама Ройгне Роскадаха»
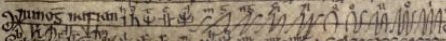
runogam na fian, «тайный огам воинов»
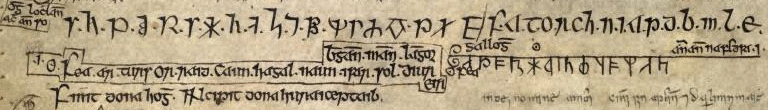
ogam lochlannach, «Скандинавский огам» (Футарк)

Подобно доводам о первенстве гэльского языка, «Словарь» утверждает, что Фений Фарсайд придумал четыре алфавита (еврейский, греческий латинский, и, наконец, огам) и что огам наиболее совершенен, потому что был придуман последним. Именно этот текст содержит версию, что буквы огама называются в честь деревьев, но он даёт также и альтернативный вариант, по которому буквы названы в честь 25 учеников Фения. 
В переводе Кальдера (1917):
Вот их число: пять огамических групп, то есть пять человек на каждую группу, и один на пятерых в каждой из них, чтоб их знаки можно было различать. Вот их знаки: справа от ствола, слева от ствола, наискось ствола, через ствол, вокруг ствола. Так взбираешься на дерево, а именно, опираясь твоей правой рукой сначала, и твоей левой рукой потом. Затем со стволом, и против него, и через него и вокруг него. (Строки 947-951)
В переводе Макмануса:
Вот их число: пять групп огама, и в каждой группе пять букв, и каждая из них имеет от одной до пяти зарубок, и их направления различают их. Их направления: справа от ствола, слева от ствола, пересекая ствол, через ствол, вокруг ствола. На огам взбираются так же, как на дерево...